# Austin Community College
Austin Community College è un college regionale con sette campus localizzati in diverse aree intorno alla città di Austin, in Texas.

## Area dei servizi

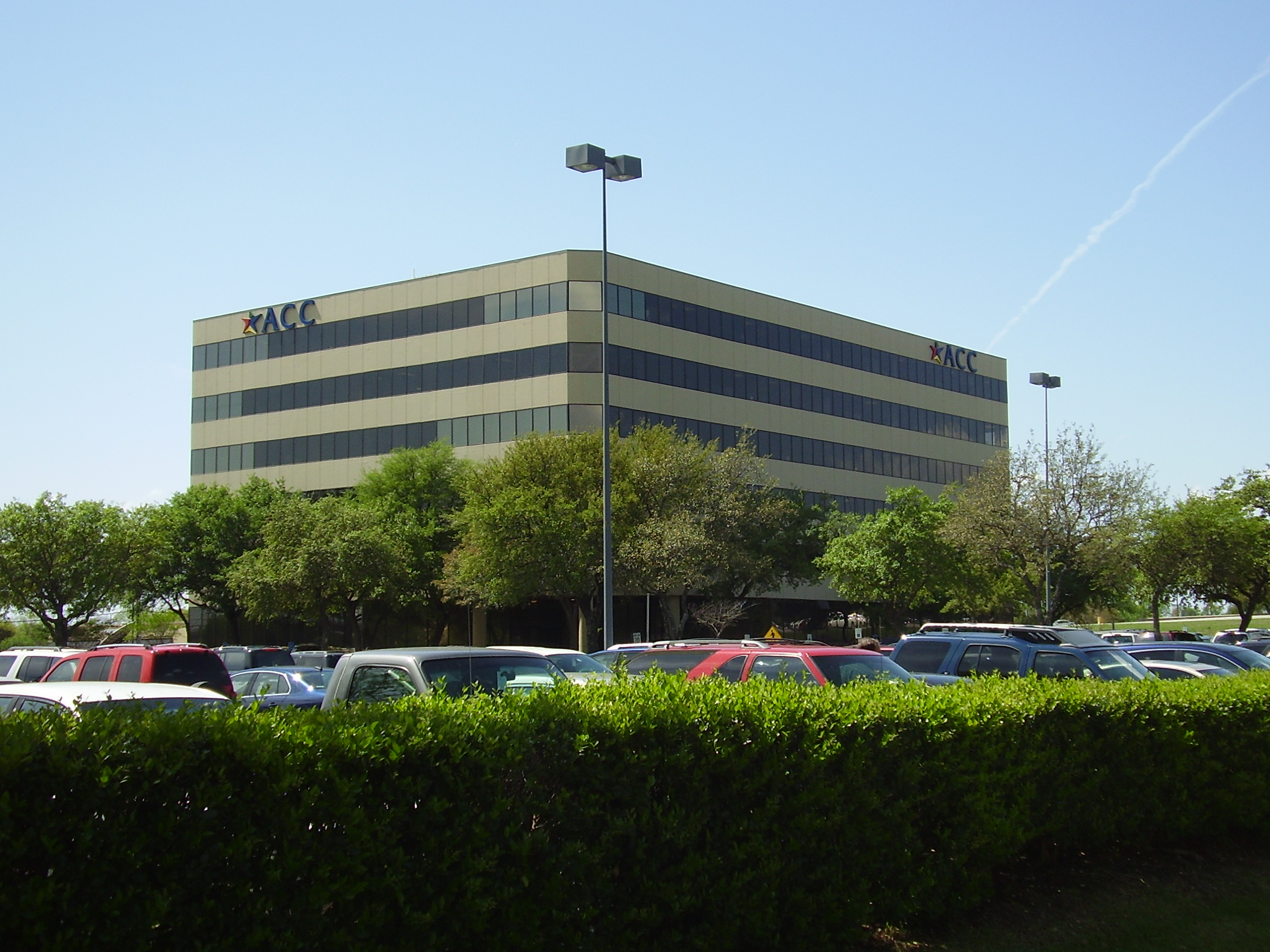
Austin Community College Highland Business Center

Come definito dalle leggi del Texas, le aree di servizio ufficiali del Austin Community College sono le seguenti:
- tutte quelle delle contee di Blanco, Caldwell, Gillespie e di Hays,
- tutte quelle della contea di Travis tranne quelle della Marble Falls Independent School District e della Eanes Independent School District,
- tutte quelle della contea di Williamson, tranne quelle dei distretti di Florence, di Granger, di Hutto, di Lexington, di Taylor e di Thrall,
- quelle del distretto di Nixon-Smiley, a Gonzales,
- quelle del distretto di San Marcos, a Guadalupe,
- tutte quelle della contea di Bastrop, tranne quelle del dipartimento di Lexington,
- quelle del distretto di Elgin a Lee,
- quelle del distretto di Smithville a Fayette.

## Sede

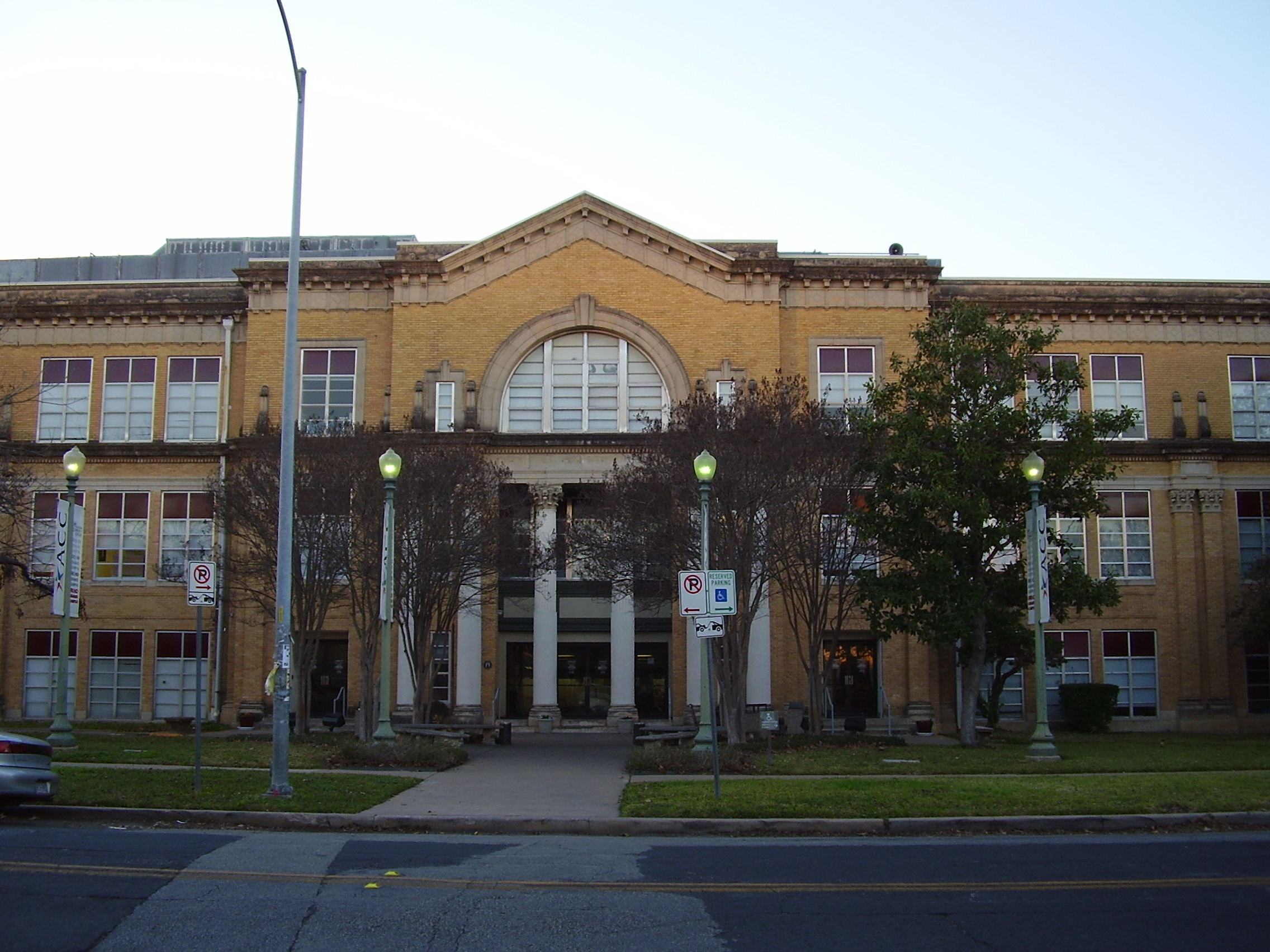
Rio Grande Campus

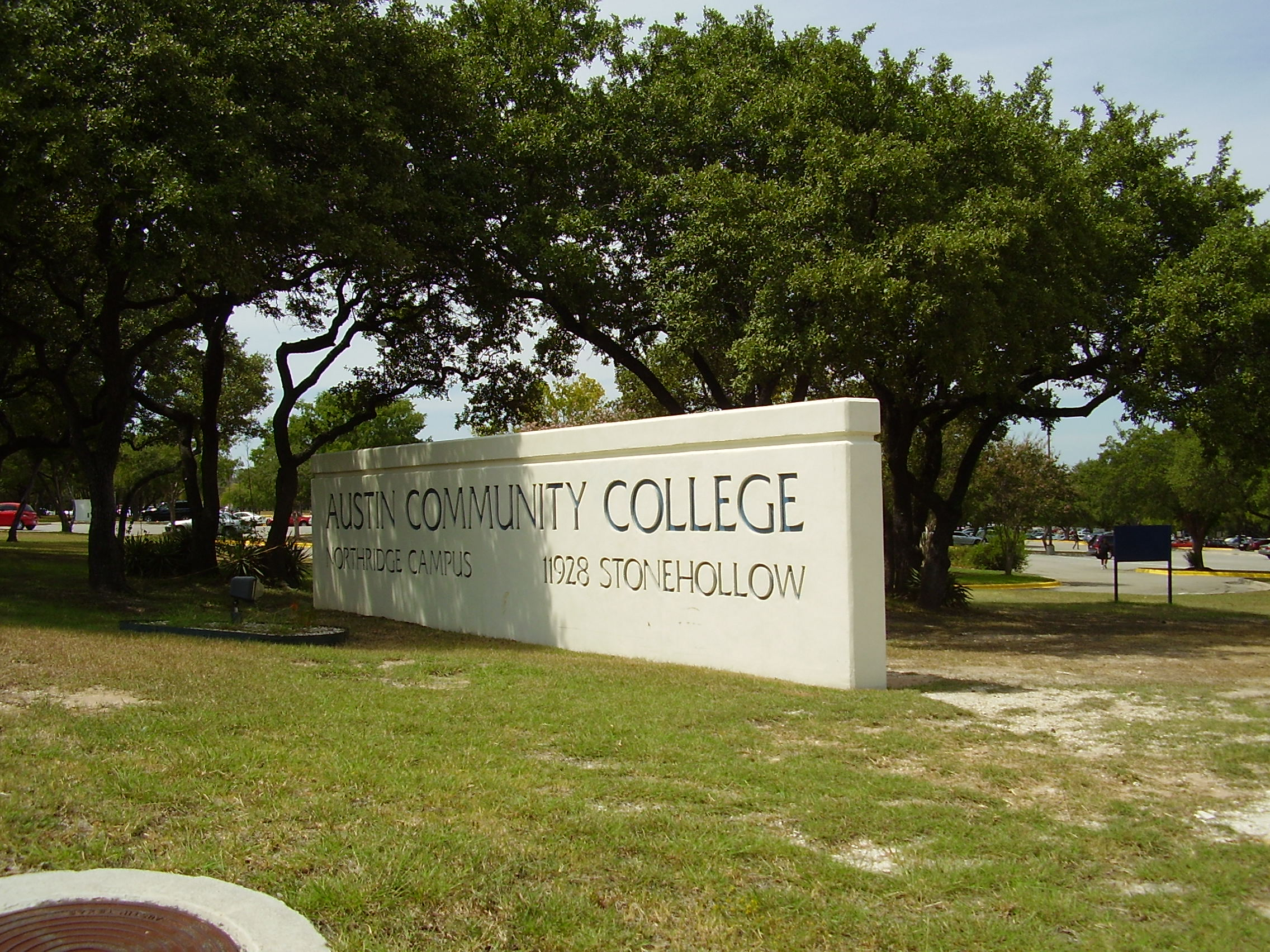
Northridge Campus

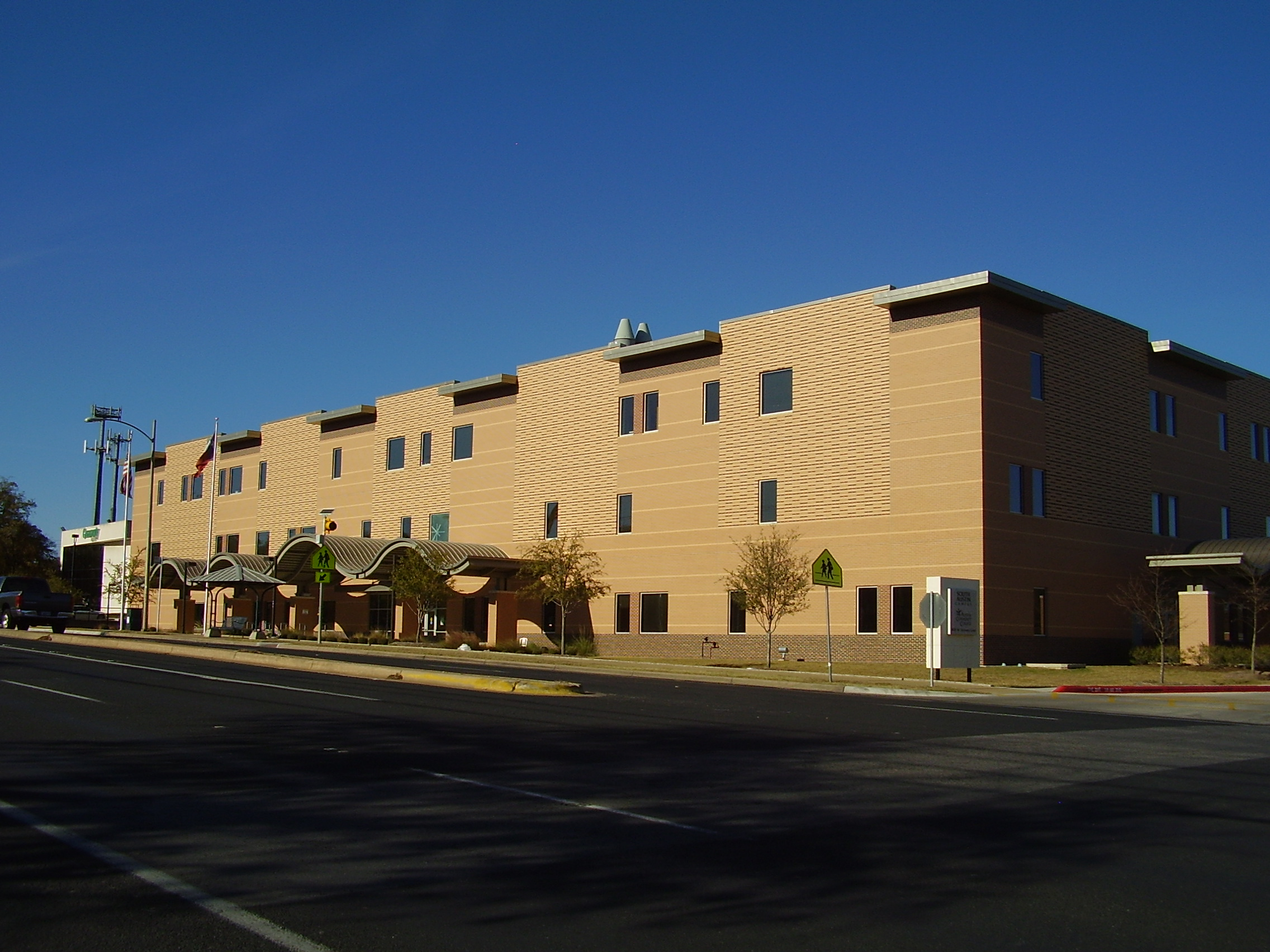
South Austin Campus

Oltre ai sette campus, il college ha la sede e altre classi al Highland Business Center.
I sette campus sono Cypress Creek,  Eastview, Northridge, Pinnacle, Rio Grande, Riverside e South Austin